# Dalbergia malangensis
Dalbergia malangensis är en ärtväxtart som beskrevs av Sousa. Dalbergia malangensis ingår i släktet Dalbergia, och familjen ärtväxter. Inga underarter finns listade i Catalogue of Life.